# Musik för mig, kanske för dig
Musik för mig, kanske för dig, önskeprogram i Sveriges Radio P3 som sändes i P3 och P4 från 1974 och med vissa uppehåll till 2004.
I detta program valdes varje vecka en lyssnares insända lista med favoritmusik ut och låtarna spelades tillsammans med lyssnarens nedskrivna kommentarer eller minnen. 
Under programmets sista tid var Bosse Carlgren programledare.